# ساندرين بايلي
ساندرين بايلي (بالفرنسية: Sandrine Bailly) هي متسابقة بياثل فرنسية، ولدت في 25 نوفمبر 1979 في بيلي في فرنسا.

## وصلات خارجية
- الموقع الرسمي
- ساندرين بايلي على موقع IBU (الإنجليزية)
- ساندرين بايلي على موقع اللجنة الأولمبية الدولية (الإنجليزية)
- ساندرين بايلي على موقع أوليمبيديا (الإنجليزية)
- ساندرين بايلي على موقع اللجنة الأولمبية الفرنسية (مؤرشف) (الفرنسية)